# Grebbeberg
Der Grebbeberg bei Rhenen in der niederländischen Provinz Utrecht ist ein 52 m NAP hoher bewaldeter Hügel, der den südöstlichen Punkt des Utrechter Höhenrücken (Utrechtse Heuvelrug) bildet, einer Moräne. Aufgrund seiner strategischen Lage mit Blick auf den Niederrhein und die Betuwe ist dieser Hügel historisch sehr wichtig. Im 18. Jahrhundert wurde hier die Grebbelinie errichtet. Der Hügel ist bekannt durch die Schlacht von Grebbeberg im Mai 1940. Auf der Kuppe befindet sich ein Soldatenfriedhof, auf dem über 850 niederländische Soldaten bestattet wurden.
Der Abhang der Ostseite ist auch bei Sportlern beliebt. Mit einem maximalen Anstieg von 7 % und einer Steigung von mehr als 5 % auf einen halben Kilometer gehört er zu den schwereren Hängen des Heuvelrug. Die Westseite (über hundert Meter) überschreitet nicht 3 % und ist viel weniger schwer zu erklimmen.